# Bara du & jag
Bara du & jag är en svensk dramafilm från 1994 i regi av Suzanne Osten och med manus av Osten och Barbro Smeds. I rollerna ses bland andra Fransesca Quartey, Etienne Glaser och Lena T. Hansson.

## Om filmen
Filmen spelades in med Anders Birkeland som producent och Göran Nilsson som fotograf. Bengt Berger komponerade musiken och Michal Leszczylowski var klippare. Filmen premiärvisades den 18 februari 1994 på flera biografer runt om i Sverige. Den har även visats på Sveriges Television.

## Handling
De unga politikerna Douglas Jarnemyr och Flore Daimon blir utnämnda till utbildningsminister respektive biträdande utbildningsminister.

## Rollista (urval)
- Fransesca Quartey	– Flore Daimon
- Etienne Glaser – Eliel Radon
- Lena T. Hansson – Berit Sordin
- Björn Kjellman – Douglas Jarnemyr
- David Jassy – Breeze
- Adam Nilsson	– Mr. Magnificent
- Brahim Elouagari – Abu
- Maria Simonson – Beatrice
- Malin Bergström – Lea
- Gabriel Hermelin – Moses
- Reuben Sallmander	– Jafet, TV-reporter
- Bo Ingemar Ljungquist	– statsministern
- Ann Petrén – Ylva